# トラニーチェイサー
トラニーチェイサー（tranny chaser:俗語、一部蔑称）は、トラニー（tranny:蔑称）、いわゆる異性装者、トランスジェンダー、MtF、FtM、Xジェンダー、ニューハーフ 、おなべなどの男女の性別を越える生き方をしようとしているものや、性別の男女にとらわれない生き方をしようとする者へ対して性的な欲望を注いだり、愛情や恋愛などの感情を主として持つ者をいう。

## 導入
その名の通り、トラニー（トランスする人）をチェイス（追いかける）するという意味だが、トラニー（以下、トランス）が多様性に富んでいることにより、そのチェイサー（以下、追いかける者）にも多様性がある。

## 使用例
俗語やネットスラングとしてよく多用される場合のトラニーチェイサーは、異性装者の中でも女装子や男の娘、ニューハーフ、MtF好きを指す場合が多いが、その反対の意味として男装者好きにもトラニーチェイサーと使う。しかし、主に使われるのは男性から女性へのトランスを追いかける者に対してである。

## トラニーチェイサーの特徴
トラニーチェイサーの大きな特徴として、自らの追いかけるトランスへの身体の好みが分かれる場合が多いことが挙げられる。男から女へのトランスする者をチェイスするトラニーチェイサーの例として、普段は男性の生活をして一時的に女装をする、いわゆる普段は男の姿の者がたまに女の格好をする女装者しか相手にしない者から、終日女装をしている者、または女性ホルモン投与などをしているニューハーフしか相手にしない者、完全に性別移行した者しか相手にしない者など分かれる。